# Goizueta
Goizueta est une ville et une municipalité de la Communauté forale de Navarre (Espagne).
Elle est située dans la zone bascophone de la province où la langue basque est coofficielle avec l'espagnol, dans la mérindade de Pampelune. Plus d'un tiers de sa surface totale est constitué par le quartier d'Artikutza, de 37 km2, propriété de la mairie de Saint-Sébastien (Guipuscoa). Le secrétaire de mairie est celui d'Arano.

## Division linguistique
En 2011, 92,1% de la population de Goizueta avait le basque comme langue maternelle. La population totale située dans la zone bascophone en 2018, comprenant 64 municipalités dont Goizueta, était bilingue à 60.8%, à cela s'ajoute 10.7% de bilingues réceptifs.

### Droit
En accord avec Loi forale 18/1986 du 15 décembre sur le basque, la Navarre est linguistiquement divisée en trois zones. Cette municipalité fait partie de la zone bascophone où l'utilisation du basque y est majoritaire. Le basque et le castillan sont utilisés dans d'administration publique, les médias, les manifestations culturelles et en éducation cependant l'usage courant du basque y est courant et encouragé le plus souvent.

## Personnages célèbres
- Dionisio Txoperena (1955-2006) : berger et protagoniste d'une campagne publicitaire aux États-Unis.
- José Mari Bakero (1963) : footballeur, entraineur et commentateur sportif.
- Aimar Olaizola, Olaizola II (1979) : pelotari.
- Asier Olaizola, Olaizola I (1975) : pelotari.
- Patziku Perurena : écrivain et ethnographe.

### Sources
- (es) Cet article est partiellement ou en totalité issu de l’article de Wikipédia en espagnol intitulé « Goizueta (Navarra) » (voir la liste des auteurs).